# Aéroport d'Uberlândia
L'aéroport d'Uberlândia – Tenente-Coronel Aviador César Bombonato (code IATA : UDI • code OACI : SBUL) est l'aéroport de la ville d'Uberlândia au Brésil. Depuis 2001, l'aéroport est nommé d'après le pilote César Bombonato (1955-1998), qui est mort dans un accident d'avion.
L'aéroport est exploité par Infraero.

## Historique
Le premier vol sur le site de l'aéroport a été opéré le 10 mai 1935, mais la zone a été désignée officiellement comme aéroport le 21 juillet 1953.
En 2005, le terminal de l'aéroport a été largement renouvelé et élargi. En 2007, la piste a été étendue.

## Statistiques
Pour des raisons techniques, il est temporairement impossible d'afficher le graphique qui aurait dû être présenté ici.

Voir la requête brute et les sources sur Wikidata.

## Compagnies aériennes et destinations
| Compagnies              | Destinations |
| ----------------------- | --- |
| Azul Brazilian Airlines | Belo Horizonte, São Paulo/Campinas En saison: - Fortaleza, - João Pessoa, - Maceió, - Natal, - Porto Seguro (en), - Recife |
| Gol Airlines            | São Paulo/Congonhas, São Paulo/Guarulhos                                                                                   |
| LATAM Brasil            | São Paulo/Congonhas, São Paulo/Guarulhos En saison: Brasília                                                               |
| Voepass Linhas Aéreas   | En saison charter: Porto Seguro (en)                                                                                       |

## Accidents et incidents
- 28 février 1952 : un Douglas DC-3A-393 de Panair do Brasil au départ de Rio de Janeiro-Santos Dumont et à destination de Goiânia transite via Uberlândia. L'une des ailes percute un arbre, peu de temps après que le pilote eut effectué une remise des gaz. L'avion atterrit en urgence à Uberlândia. Sur les 31 occupants, 8 sont morts lors de cet accident[1].

## Accès
L'aéroport est situé à 9 km du centre-ville d'Uberlândia.